# Mello (Oise)
Mello é uma comuna francesa na região administrativa de Altos da França, no departamento de Oise. Estende-se por uma área de 3.35 km². Em 2010 a comuna tinha 639 habitantes (densidade: 190,7 hab./km²).